# Fédération du Liberia de football
La Fédération du Liberia de football (LFA, (en) Liberia Football Association) est une association regroupant les clubs de football du Liberia et organisant les compétitions nationales et les matchs internationaux de la sélection du Liberia.
La fédération nationale du Liberia est fondée en 1936. Elle est affiliée à la FIFA depuis 1962 et est membre de la CAF.